# Lombada eletrônica

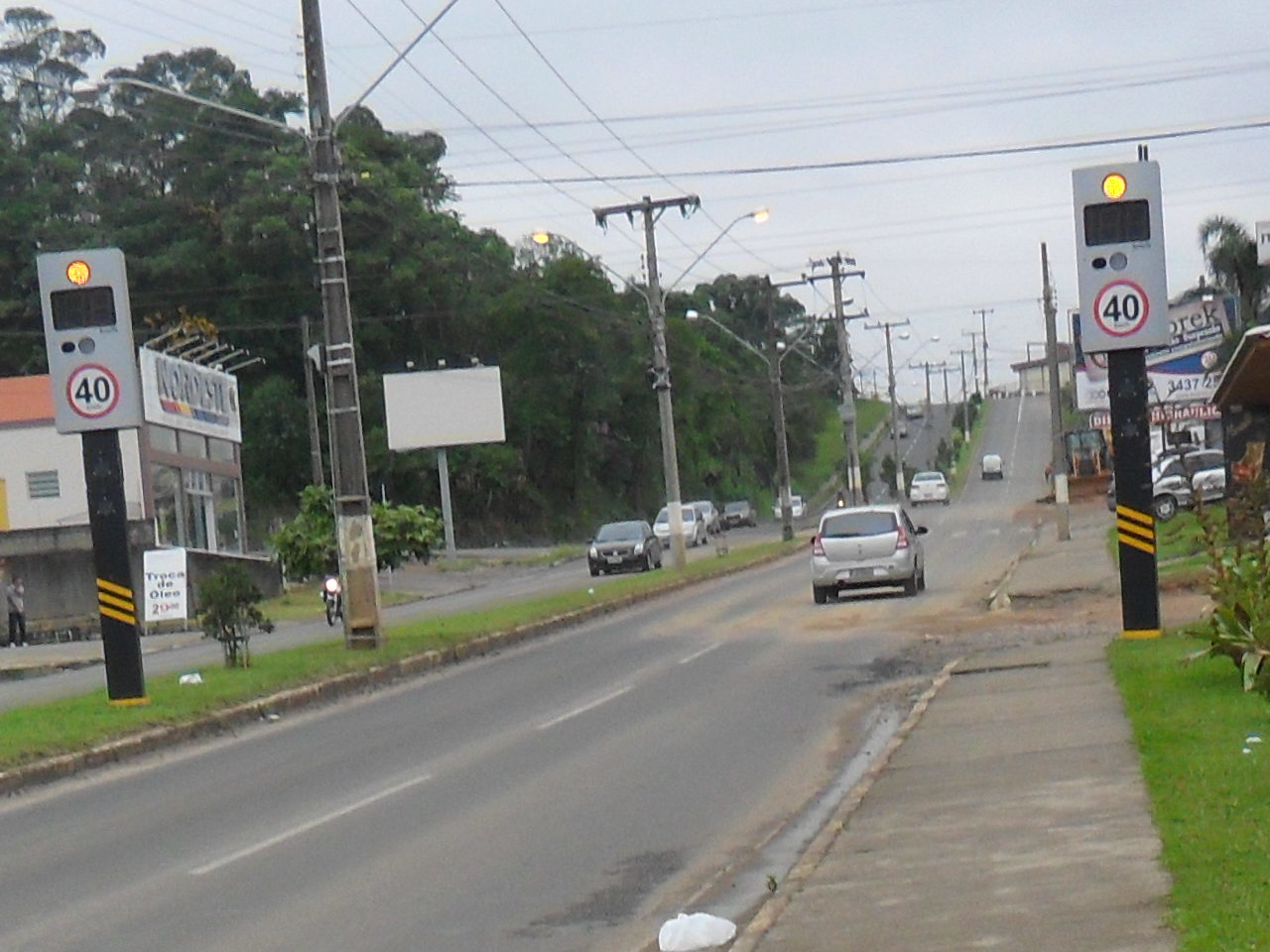
Lombada eletrônica na avenida Gabriel Zanette, Criciúma, SC, Brasil.

Lombadas eletrônicas são dispositivos usados no trânsito com o propósito de reduzir a velocidade do tráfego em determinados trechos. Possui funcionamento igual ao dos radares, ou seja, a medida da velocidade do objeto em questão se dá pela modificação do campo magnético entre os laços do pavimento, que contém os transmissores e receptores da lombada.
As lombadas eletrônicas possuem ainda o elemento visual: um conjunto de luzes que mostra o enquadramento da velocidade nas circunstâncias em energia, e um mostrador que informa ao motorista a sua velocidade depois de atravessar os medidores no asfalto. Caso o condutor em questão exceder o limite de velocidade vigente na via, o sistema do dispositivo automaticamente registra a imagem do automóvel infrator através de uma máquina fotográfica, também ligada a um microcomputador, que possui uma base de dados conectada a companhia de engenharia de tráfego operante no local. O sistema secundário remete para o sistema central as comunicações da infração, que avisa o motorista e aplica a penalização prevista em lei. Varia de acordo com o limite excedido de velocidade.
O dispositivo foi criado no Brasil, por uma empresa privada em parceria com o Instituto de Pesquisa e Planejamento Urbano de Curitiba (autarquia municipal) para monitorar pontos de maior fluxo de pedestres em ruas e avenidas da cidade de Curitiba.

## Brasil
A primeira lombada eletrônica do Brasil, foi instalada na cidade de Curitiba em 20 de agosto de 1992.